# Proasellus thermonyctophilus
Proasellus thermonyctophilus là một loài chân đều trong họ Asellidae. Loài này được Monod miêu tả khoa học năm 1924.